# Lancia Delta
El Lancia Delta es un automóvil de turismo del segmento C producido por el fabricante italiano Lancia entre 1980 y 1999, y más tarde desde 2008 hasta 2013. Basado originalmente en la plataforma del Fiat Ritmo, registró sobresalientes resultados tanto a nivel de calle como en los distintos campeonatos FIA de competicion del mundial de rallys internacionales.
La primera versión tuvo un razonable éxito de ventas, debido sobre todo por sus éxitos en competiciones internacionales y nacionales de las versiones 4x4.
Hubo una edición denominada HF, que incluyó el motor de su hermano Integrale, catalizado, que rendía 190 CV, también incluía un avanzado (para la época) sistema antibloqueo en las ruedas delanteras, suspensiones independientes en ambos ejes controladas electrónicamente y, un bastidor con una puesta a punto que ponía en entredicho a los deportivos más punteros del momento. Para lograr la homologación para el Grupo A se tuvieron que vender 250 unidades obligatoriamente.

## Primera generación (1980-1994)

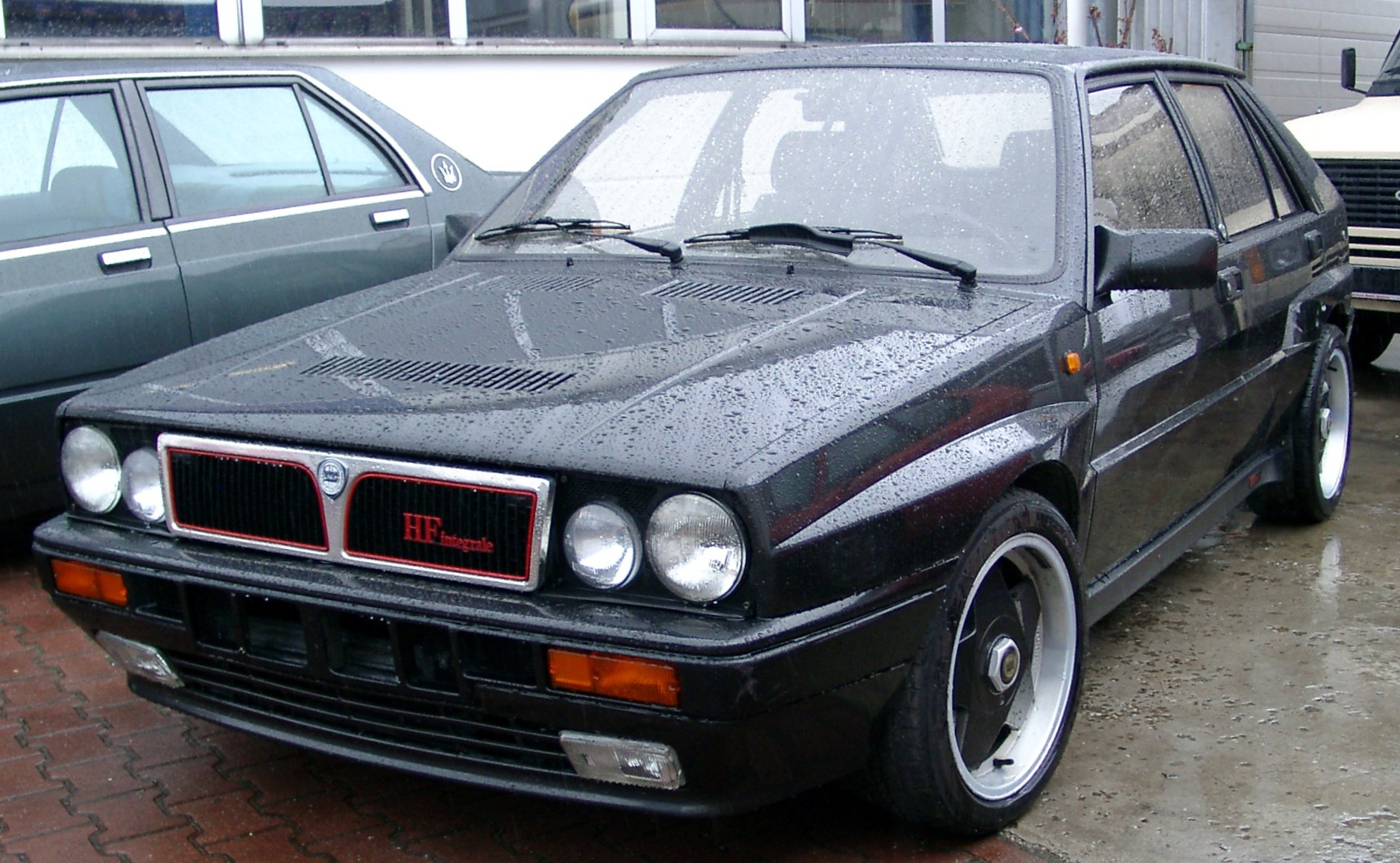
Lancia Delta HF Integrale

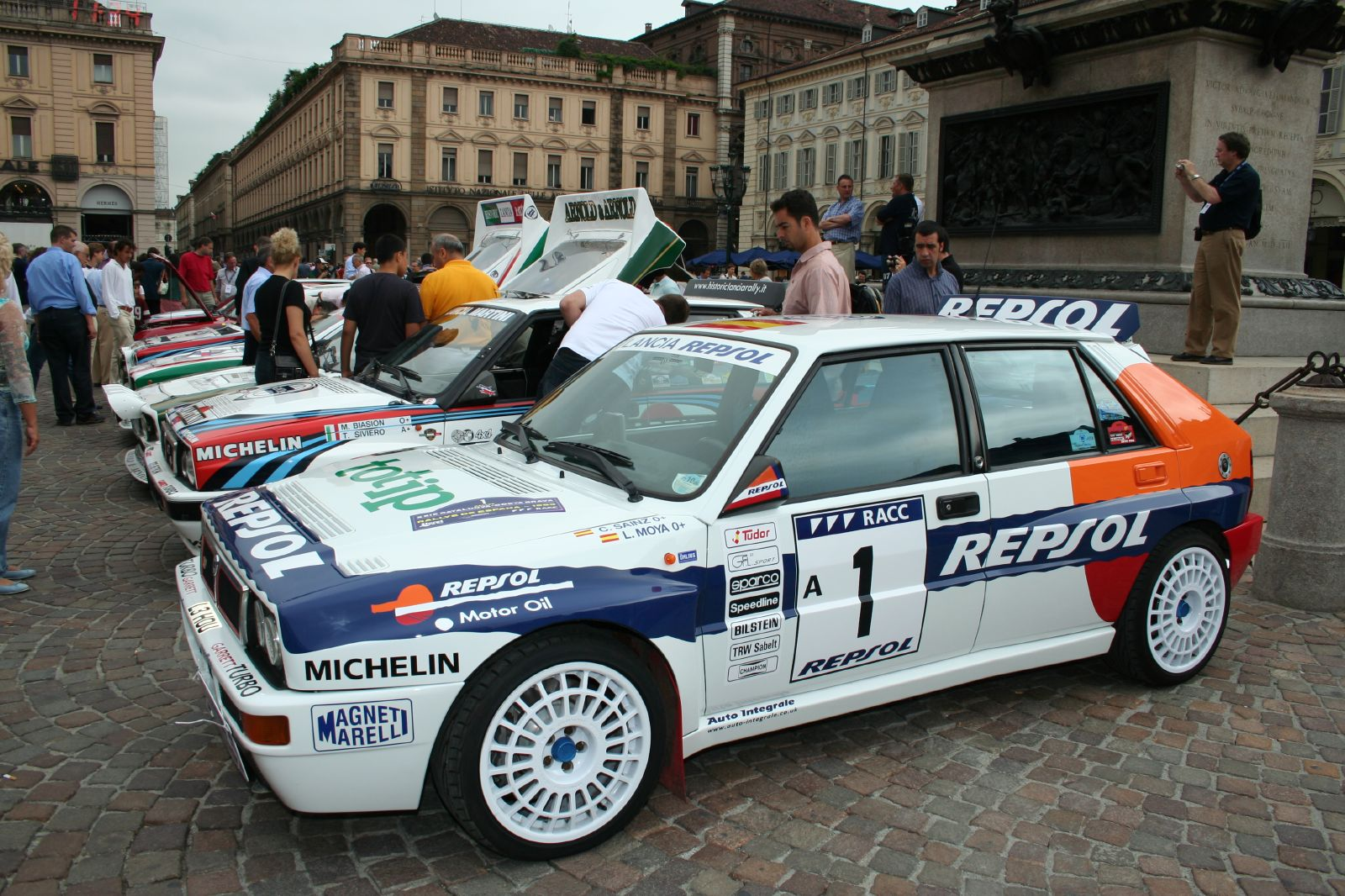
Lancia Delta HF Integrale de Repsol, para rally.

La primera generación del Lancia Delta (Tipo 831) fue un compacto cinco puertas, diseñado por Giorgetto Giugiaro y lanzado en 1979. Entre 1980 y 1982, se comercializó en Suecia, Dinamarca y Noruega de la mano de Saab, bajo la licencia y nomenclatura de Saab-Lancia 600 como sustituto del 96. Saab también ayudó en el diseño y la logística, haciendo que tuviera uno de los mejores comportamientos en climas fríos y una buena resistencia a la corrosión.
lo catapultó en 1980 a ser Coche del Año en Europa.
Se desarrolló una versión especial del Delta HF Integrale compacto deportivo con tracción integral turbo de gasolina. La versiones modificadas del HF fueron dominantes en el Campeonato Mundial de Rally, logrando 46 victorias en WRC y ganando el premio del campeonato de constructores en 6 ocasiones consecutiva, de 1987 a 1992, además de títulos de campeonato de pilotos por Juha Kankkunen (de 1987 a 1991) y Miki Biasion (1988 y 1989).
El Lancia Delta S4, fue el modelo inmediatamente posterior a los modelos HF 4WD e Integrale y coronó el cierre de la temporada 1985 de Rally de Gran Bretaña hasta la temporada1986, compartiendo mismo nombre y aspecto, prácticamente era una coche de Grupo B construido específicamente para rally y fue completamente distribuido para los clientes.

### Desarrollo
The car that would become the Delta during its development went by the project codename "Y 5", was conceived as an upmarket front-wheel drive small family car positioned below the larger Beta; an offering around four metres in length had been absent from Lancia's lineup since the demise of the Fulvia Berlina in 1973. This platform, derived from the platform of the Fiat Ritmo, with different suspension and more welding points, for a stiffer chassis.
Design was by Giorgetto Giugiaro's Italdesign. Its platform put together MacPherson suspension developed for the Beta with four-cylinder, SOHC engines derived from the Fiat Ritmo. The Fiat engines were revised by Lancia engineers with Weber twin-choke carburettors, new inlet manifolds, exhaust systems and electronic ignitions, changes that combined to produce 85 CV (63 kW; 84 HP), ten more horsepower than the same engines did in the Ritmos. To achieve its market positioning the Delta offered features uncommon in the segment, as fully independent suspension, rack and pinion steering, available air conditioning, an optional split-folding rear seat, a height-adjustable steering wheel, and a defogger. Its three-piece body-coloured bumpers made from polyester resin sheet moulding compound were claimed by Lancia to be a first in the industry. The heating and ventilation were developed with help from Saab, experts in the field, who also claimed to have had a hand in the rust proofing of the Delta. It was also thanks to Saab that the split-folding rear seats were developed and the bootlid was extended all the way down to the bumper, simplifying loading and unloading.

### Competición
Si bien la mayoría de las unidades que se vendieron fueron de versiones corrientes, el modelo más famoso fue el "Delta HF Integrale", dotado de tracción a las cuatro ruedas y un potente motor, que Lancia sacó a la venta para homologar su vehículo para el reciente grupo A tras la prohibición de los grupo B en 1986. El primero fue el HF 4wd Turbo, que poseía tracción a las cuatro ruedas y 165 CV, con diferenciales Torsen y Ferguson y un reparto de par al 56-44 para el eje delantero y trasero respectivamente. Aún no llevaba los pasos de rueda ensanchados, pero empezaba a nacer el mito. La fuerte competencia, obligó a Lancia a tomárselo en serio y esforzarse por sacar el primero de la saga Integrale, también conocido como 8v. Partía del mismo motor pero con otros ajustes y turbo distintos (185 CV), poseía los mismos diferenciales que el 4wd, con un tarado mayor al eje delantero, y ya tenía los espectaculares ensanches, que lo dotaban de mayor estabilidad. Las llantas cambiaron y se hicieron más anchas. La siguiente versión, fue fruto de la presión que ejercían las marcas japonesas con Toyota y Carlos Sainz a la cabeza, que venían sedientos de éxitos. Los pilotos de Lancia, Biasion y Kankkunen, alegaban falta de potencia en el propulsor, que ya estaba a la par de sus rivales Japoneses, aun con 8 válvulas en culata. Y este fue el camino donde se trabajó, un duro esfuerzo por parte de Lancia para desarrollar la culata multiválvulas que los mantuvo a la cabeza en los años venideros hasta su retirada en 1992. El conocido como Integrale 16V, poseía un capó abultado para albergar la nueva culata (200 CV), un mayor reparto de tracción sobre el eje trasero y unas llantas más anchas. También se introdujo un nuevo turbo Garret T3 para ser más competitivos en el mundial; así quedó una versión "doméstica" algo agresiva en la respuesta del motor y muy afinada. Tras todo esto nació la versión más espectacular, conocida como Evoluzione, en ella se mejoraron frenos y suspensión delantera (mayor recorrido), se le dotó de una mayor anchura que se ve reflejada en un primer vistazo al coche. En la parte mecánica, era igual al 16v. Más tarde, y buscando hacerlo más comercial, nació el Evoluzione 2, muy similar a la anterior, pero mejorado el acabado interior y dotado de unas llantas de más diámetro. A nivel mecánico, el rendimiento real era inferior al Evoluzione 1 y al 16v; esto se debe a la implantación de catalizador, un turbo más pequeño y sustitución de elementos mecánicos por eléctricos más modernos. Las versiones de competición de estos coches ganaron el Campeonato de Constructores del Campeonato Mundial de Rally durante seis temporadas consecutivas (1987-1992), lo cual sigue siendo un récord.

### Motorizaciones

#### Gasolina
- 1.3 (1301 cc) - 75 CV (1979)
- 1.5 - 85 CV (1979)
- 1600GT (1585 cc) - 100 CV (1979-1987)
- 1600GT Martini (1585 cc) - 105 CV (1984, solo 200 expl. solo en Suiza)
- 1600GTie (1585 cc) - 108 CV (1986-1992)
- 1600GTie (1585 cc) - 90 CV (1992)
- HF Turbo - 130 CV (1983-1986)
- HF Turbo - 140 CV (1986)
- HF 4WD - 165 CV (1986)
- HF Integrale 8V (1995 cc) 185 CV (1987-1989)
- HF Integrale 16V  (1995 cc) 200 CV (1989)
- HF Integrale Evoluzione (1995 cc ) - 177 CV 8 válvulas catalizado. (Suiza)
- HF Integrale Evoluzione (1995 cc) - 210 CV (1991 1993)
- HF Integrale Evoluzione 2 (1995 cc) - 215 CV (1993-1995)

Es importante señalar que la única versión con catalizador corresponde a la Evolución 2, si bien todos los modelos HF son piezas de colección, esta última cobra más valor por su nivel de acabado y las innumerables versiones numeradas.

#### Diésel
- 1900 Turbo ds (1929 cc) - 80 CV (1986)

### Saab 600

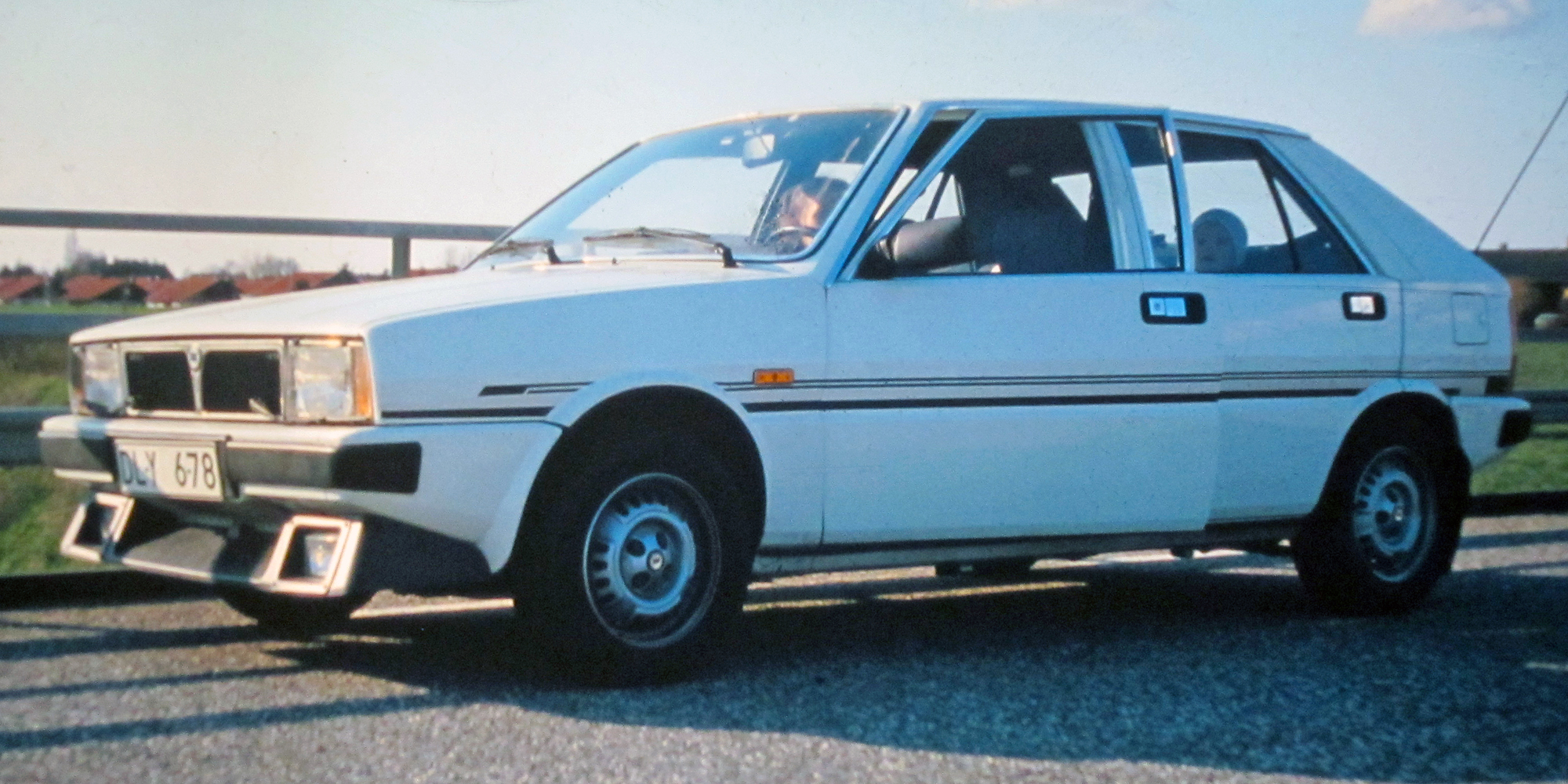
Saab-Lancia 600

El Saab-Lancia 600 es idéntico a la primera generación del Lancia Delta. Estaba destinado a los países escandinavos. Tuvo el mismo éxito que su homólogo de Lancia. El acuerdo fue parte de la cooperación llevada a cabo en los años 80 entre la empresa sueca Saab y la italiana Fiat, que incluía Lancia y Alfa Romeo. La unión resultó en el Proyecto "Tipo 4", que proveyó una plataforma común para el Saab 9000, el Lancia Thema, el Fiat Croma y el Alfa Romeo 164.
El Saab 600 fue desarrollado debido a que Saab no tenía los recursos suficientes para soportar en su totalidad la producción de nuevos modelos y solicitó la ayuda de otras compañías para que le proporcionaran una línea de desarrollo para su nuevo modelo. Los primeros años fue vendido como GLS y el exclusivo GLE, pero por las escasas ventas, debido a su alto precio el modelo GLE fue descontinuado. Solamente se vendió con el motor de 1.5 litros con 85 caballos de fuerza conectado a una caja manual de 5 cambios.
El Saab Lancia 600 fue diseñado por Giorgetto Giugiaro. Como los otros modelos de la compañía, era con tracción delantera y tenía 5 puertas, con un nivel equiparable a un coche de rally. Saab ayudó con la adaptación al clima nórdico en el caso del 600/Delta. [cita requerida] Como resultado de esta influencia escandinava en su desarrollo tanto el Saab-Lancia 600 como el Lancia Delta tienen mejor resistencia al óxido que la mayoría de los coches italianos y están mejor equipados para soportar un clima frío. [cita requerida] El Lancia Delta ganó el Coche del Año en Europa en 1980.
El Saab Lancia 600 fue vendido solo en Suecia, Finlandia, Noruega y Dinamarca.
Debido a las duras condiciones climáticas del norte de Europa, Saab desarrolló su propio calefactor e introdujo cambios en la protección contra la oxidación, una de las pocas modificaciones menores respecto al diseño de Lancia. El 600 también incorporó precalentamiento del aire de admisión controlado por termostato y un estrangulador semiautomático. Sin embargo, el 600 sufrió graves y publicitados problemas de oxidación en Escandinavia, lo que provocó que muchos vehículos dejaran de circular. Estos problemas también acortaron la vida útil de los pocos 600 que la policía sueca operó brevemente.
Hoy en día, este coche es muy poco común. En 2012, de los 6.419 Saab-Lancia producidos para el mercado sueco, solo sobrevivieron 159 y solo 12 circularon.

## Segunda generación (1993-1999)
La segunda generación del Lancia Delta, publicitada como Nuevo Delta, está basada en la plataforma del Fiat Tipo (1988). El Nuevo Delta ofrecía hasta 193 CV (144 kW), pero no la famosa tracción integral de la primera generación.
El sucesor del Delta original, el "Nuova Delta" (Tipo 836), siempre denominado por Lancia como Lancia δ con la letra griega minúscula, se presentó en 1993 y se mantuvo en producción hasta 1999. Fue diseñado en el estudio de diseño e ingeniería turinés I.DE.A Institute por Ercole Spada. Basado en la plataforma "tipo dos" del Fiat Tipo, el Nuova Delta estaba dirigido a clientes interesados en comodidad y conveniencia. A pesar de que se ofrecieron variantes de rendimiento HF con tracción delantera de hasta 193 PS (142 kW; 190 hp), no se produjeron Deltas de segunda generación con tracción en las cuatro ruedas.

### Historia
La primera generación del Delta había cobrado nueva vida gracias a sus éxitos en los rallies, pero para la década de 1990, con más de diez años, debía ser reemplazada; su hermano berlina de cuatro puertas, el Prisma, ya había sido reemplazado por el Lancia Dedra. El desarrollo y la fabricación del Tipo 836 Delta duraron cinco años y, según un comunicado del consejero delegado de Fiat, Paolo Cantarella, requirió una inversión de 700 mil millones de liras. Las ventas proyectadas eran de 60.000 al año, la mitad de ellas exportaciones.

### Lanzamiento
El estreno mundial de la segunda generación del Delta tuvo lugar en el Salón del Automóvil de Ginebra de marzo de 1993, junto con el del último "Evo 2" HF Integrale. Las ventas comenzaron en mayo. Inicialmente, el Nuova Delta se ofreció con tres motores y potencias que variaban de 76 a 142 CV (56 a 104 kW) (75 a 140 HP): un SOHC de 1.6 litros de nivel de entrada y dos DOHC de cuatro cilindros en línea con los ejes de equilibrio contrarrotantes gemelos de Lancia, un 1.8 L de ocho válvulas y un 2.0 L de 16 válvulas. Los niveles de equipamiento eran tres: básico y LE para los 1.6 y 1.8, básico y más rico LS para los modelos de dos litros. El 2.0 HF más deportivo también se presentó en Ginebra y salió a la venta en septiembre; utilizaba una versión del 2.0 L de 16 válvulas equipada con un turbocompresor Garrett T3 y un intercooler para producir 186 CV (137 kW; 183 HP). Los cambios mecánicos con respecto a los otros Deltas incluían neumáticos 205/50 de mayor tamaño, suspensión más rígida, ABS de 4 vías de serie, un diferencial de deslizamiento limitado de acoplamiento viscoso "Viscodrive" y, en el acabado HF LS, amortiguadores ajustables electrónicamente con dos configuraciones. Visualmente, el HF turbo se distinguía por una parrilla en forma de rejilla con un marco metálico y una insignia HF amarilla, un parachoques delantero más deportivo que complementaba unas aletas delanteras 2,8 cm (1,1 plg) más anchas, faldones laterales negros, llantas de aleación específicas de 15 pulgadas y siete radios y un alerón en la base de la luneta trasera. Los frenos de disco más grandes y los asientos deportivos Alcantara Recaro opcionales se compartían con el 2.0 LS. Aproximadamente un año después del lanzamiento, en junio de 1994, se añadió a la gama la variante turbodiésel 1.9 turbo ds; estaba propulsada por la unidad SOHC de 1.929 cc habitual con 90 CV (66 kW; 89 HP). El Turbo DS recibió los guardabarros y el parachoques ensanchados del HF, y estaba disponible en versiones básica y LE. Presentado un mes más tarde y puesto a la venta en otoño, el Delta 2.0 GT combinaba el motor atmosférico de dos litros con el aspecto del HF: guardabarros, parachoques y alerón ensanchados.

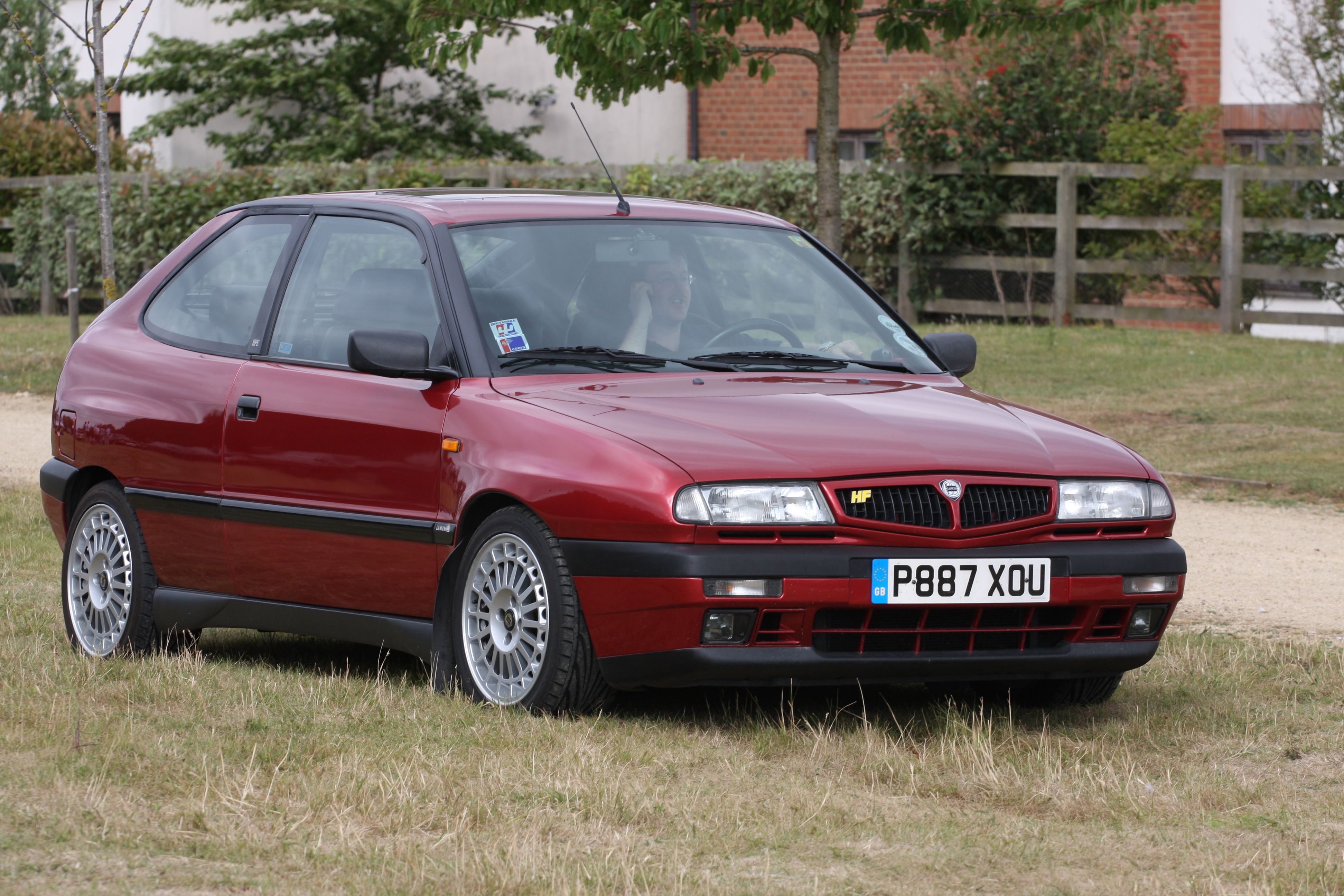
1996–97 Lancia δ HPE 2.0 HF

#### HPE
A pesar de que se rumoreaba que habría un tres puertas desde 1991, hasta 1995 solo se ofreció una carrocería hatchback de cinco puertas. En el Salón del Automóvil de Ginebra de 1995 se presentó el tres puertas, bautizado como HPE, una denominación que se había utilizado anteriormente para una variante shooting brake del Lancia Beta, y que significaba "ejecutivo de alto rendimiento". Al principio, el HPE solo estaba disponible con los tres motores superiores: 2.0 16v, 1.9 turbodiésel y 2.0 16v turbo en versión HF. La carrocería de tres puertas tenía laterales completamente rediseñados, pero conservaba el techo y la sección trasera del modelo de cinco puertas; los ensanchamientos de los pasos de rueda traseros complementaban las aletas delanteras anchas derivadas del HF y el parachoques, que lucían todas las versiones del HPE. Esto significaba que el HPE era alrededor de 6 cm (2,4 plg) más ancho que un Delta estándar, mientras que todas las demás dimensiones exteriores se mantuvieron sin cambios. Las diferencias de estilo con respecto al modelo de cinco puertas incluían faldones laterales específicos y una parrilla del color de la carrocería, a la que el HPE 2.0 HF agregó todos los accesorios del HF de cinco puertas y tomas de aire adicionales debajo de los faros.

#### Revisiones de 1996
A principios de 1996, la gama se actualizó. Se reemplazaron todos los motores atmosféricos: los 1.6 y 1.8 de 8 válvulas por unidades de 16 válvulas, mientras que el 2.0 de 16 válvulas se descontinuó en favor de un 1.8 de 16 válvulas con sincronización variable de válvulas. Los niveles de equipamiento para el cinco puertas eran ahora tres: el LE básico, el LX más sofisticado y el GT, exclusivo para el motor 1.8 V.V.T. El HF turbo de tres puertas siguió siendo el único disponible, ya que la versión de cinco puertas se descontinuó. Además de los motores turbo, el HPE estaba disponible con el motor 1.8 V.V.T. y también con el motor más pequeño de 1.6 L; este último, el HPE de entrada, adoptó el parachoques y las aletas delanteras estrechas del Delta estándar. Se introdujeron cambios de estilo menores, como llantas de aleación y tapacubos de un nuevo diseño, barras verticales cromadas en la parrilla de los coches de cinco puertas y carcasas de espejos del color de la carrocería.

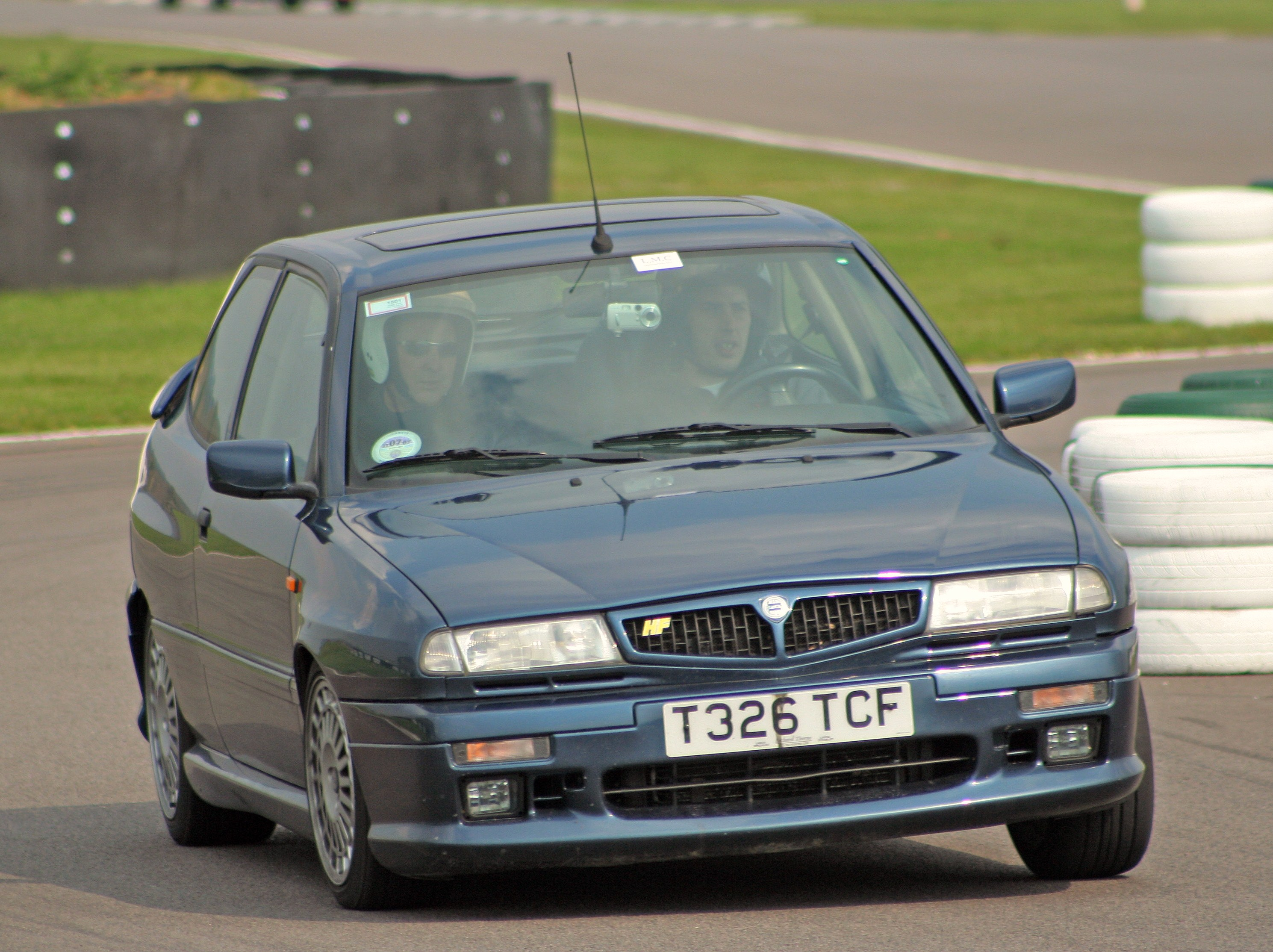
1997–1999 Lancia δ HPE 2.0 HF

#### Revisiones de 1997
November 1997 brought the last revisions for the Delta. Seven models made up the updated range: five-door and HPE with a choice of 1.6, 1.8 V.V.T. or 1.9 td engines—the 2.0 16v having been phased out—and a renewed 2.0 HF, again in HPE form only. The 5-door range was reduced to a single LS trim. More of the plastic exterior details were now painted in body colour, namely bumper, bodyside and C-pillar inserts. All HPEs donned flared front wings. The updated HPE 2.0 HF was shown at the Bologna Motor Show in November. Visually it continued the monochrome theme of the restyled cars, and it was made more distinctive by bumpers, side skirts, and spoiler of a new design, and 16 inch Speedline Montecarlo alloy wheels with 215/50 tyres; inside the seats were upholstered in black leather with contrasting colour Alcantara centres. Mechanically it received a tweaked engine, producing 193 CV (142 kW; 190 HP), which made for a 5 km/h higher top speed.
El Delta fue eliminado de la línea de Lancia en 1999 sin un sucesor inmediato, después de que se habían producido casi 139.000 unidades. El sedán Dedra relacionado pero más exitoso fue reemplazado al mismo tiempo por el Lybra, un automóvil ejecutivo compacto que no se ofrecía con carrocería hatchback.

### Especificaciones

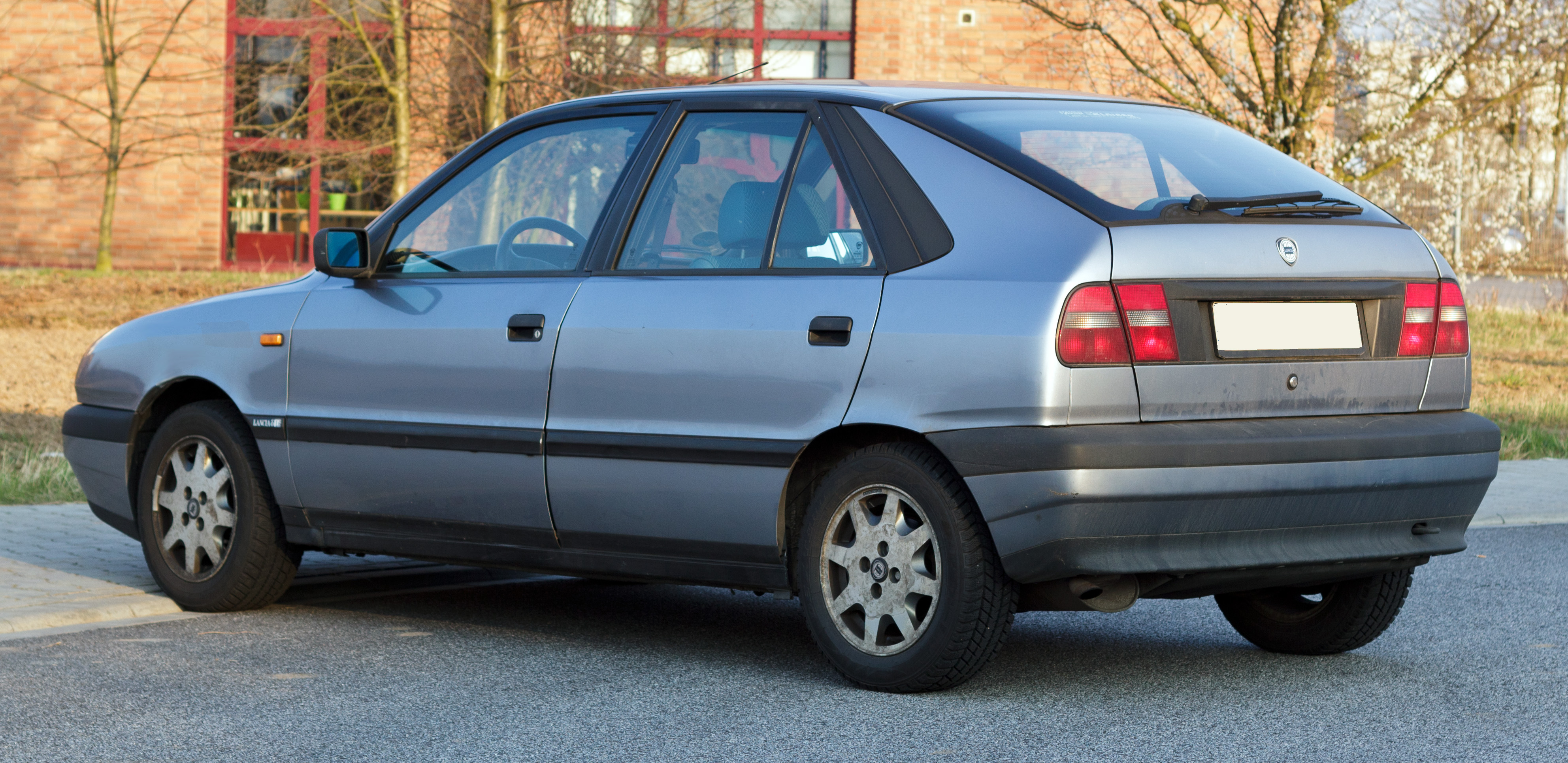
Tres cuartos traseros de un modelo anterior de cinco puertas

Basado en la arquitectura del Fiat Tipo 2, el Delta de segunda generación contaba con una carrocería monocasco de acero, motor transversal y suspensión totalmente independiente. En la parte delantera, estas eran de tipo MacPherson (los brazos inferiores unidos al mismo subchasis que soportaba la transmisión), con muelles helicoidales coaxiales, amortiguadores telescópicos y barra estabilizadora; en la parte trasera, había brazos tirados (también conectados a la carrocería mediante un subchasis), barra estabilizadora, muelles helicoidales y amortiguadores telescópicos. La dirección era de cremallera y piñón, con servodirección hidráulica estándar. Los frenos eran de disco en las cuatro ruedas, excepto en los modelos base 1.6, que utilizaban tambores en la parte trasera. Todos los modelos utilizaban una caja de cambios de cinco velocidades y tracción delantera.

### Equipamiento
La segunda generación del Delta surgió bajo la idea de un vehículo compacto de alta gama, capaz de hacer frente a los compactos de alto nivel de la época. Por este motivo perdió parte de su carácter deportivo y pasó a tomar un carácter más turístico.
A nivel de equipamiento incluía elementos propios de vehículos de alta gama como climatizador, tapicería alcántara, mixta alcántara-piel o piel completa.
Opcionalmente, se podían incluir aditamentos que mejoraban si aerodinámica (de serie en HF y HPE), opción que solían elegir la mayoría de los compradores
Las primeras unidades incluían como opción el antibloqueo de frenos y el airbag, siento este último de serie a partir de 1996.

### Motorizaciones
| Cilindrada | Tipo de motor                                  | Potencia          |           |
| ---------- | ---------------------------------------------- | ----------------- | --------- |
| 1581 cc    | SOHC 4 cilindros en línea gasolina             | 76 CV a 6000 rpm  | 1993-1996 |
| 1581 cc    | DOHC 4 cilindros en línea gasolina             | 103 CV a 5750 rpm | 1996-1999 |
| 1756 cc    | DOHC 4 cilindros en línea gasolina             | 105 CV a 6200 rpm | 1993-1996 |
| 1747 cc    | VVT 4 cilindros en línea gasolina              | 131 CV a 6300 rpm | 1996-1999 |
| 1995 cc    | 16V DOHC 4 cilindros en línea gasolina         | 139 CV a 6000 rpm | 1993-1996 |
| 1995 cc    | 16V DOHC 4 cilindros en línea gasolina (Turbo) | 186 CV a 5500 rpm | 1993-1998 |
| 1995 cc    | 16V DOHC 4 cilindros en línea gasolina (Turbo) | 193 CV a 5500 rpm | 1998-2000 |
| 1929 cc    | 4 cilindros en línea diésel (Turbo)            | 90 CV a 4100 rpm  |           |

Aunque el modelo es de 1993 las primeras unidades se fabricaron el 31/08/1992.
El primer chasis el ZLA83600005000101 correspondió a un 1581 cc SPI 5 Puertas.
El ZLA83600005000138 correspondió al primer 2.0 16V Turbo HF 5 puertas.
El último chasis fue el ZLA83600005061523 que correspondió a un 1581 cc SPI LE 5 Puertas.

## Tercera generación (2008-2013)
La tercera generación del Lancia Delta (Proyecto 135) fue diseñada por Frank Stephenson, y fue presentada como prototipo en el Salón del Automóvil de París de 2006. Se comercializó desde 2008 hasta 2013 y se fabricó en la planta de Fiat Cassino, en la región de Lacio. Las diferencias entre el prototipo y la versión de producción son mínimas. El Delta utilizaba una variante más larga de la plataforma del Fiat Bravo (2007).Obtuvo 5 estrellas en las pruebas EuroNCAP. Equipaba de serie en todas las versiones Blue&Me, luces led diurnas, dirección eléctrica Dualdrive, diferencial electrónico y opcionalmente pintura bicolor, equipo de sonido BOSE, tapicería en cuero Poltrona Frau, techo panorámico GranLuce, suspensión reactiva y faros bixenon adaptativos. El Lancia Delta se asemeja a modelos como el Fiat Bravo, el Alfa Romeo Giulietta y el Volkswagen Golf. En 2010 fue presentado en el Salón del Automóvil de París el Lancia Delta Hard Black pintado en color negro opaco, convirtiéndose en el primer automóvil de serie en producción no limitada que puede optar por esa opción cromática.
En 2011 se rediseñó ligeramente el frontal añadiéndose la nueva parrilla de lamas horizontales (que montaba ya el Ypsilon de segunda generación) y algunas opciones de equipamiento pasaron a ser de serie.
La producción cesó a finales de 2013 sin sucesor, ya que la marca cerraba en 2015.
Tanto el Ypsilon como el Delta fueron comercializados bajo la marca estadounidense Chrysler en Reino Unido conservando sus denominaciones originales.
En septiembre de 2006, Lancia anunció el resurgimiento del nombre Delta, con nuevos automóviles que se construirían sobre la plataforma C2.
La tercera generación del Lancia Delta, además de ser un nombre histórico del pasado de Lancia, también estaba siendo interpretado por Lancia como un símbolo matemático que representa el cambio, la diferencia y la evolución. Diseñado por el Centro Stile Lancia, este automóvil estaba destinado al extremo de lujo del segmento de los automóviles familiares pequeños. El Delta tiene 4,52 m (178,0 pulgadas) de largo, 1,797 m (70,7 pulgadas) de ancho y 1,499 m (59,0 pulgadas) de alto, y tiene una distancia entre ejes de 2700 mm (106,3 pulgadas), 100 mm (3,9 pulgadas) más que el Fiat Bravo. Tiene cinco puertas y puede considerarse un hatchback o un familiar (ver Hatchback vs. Station wagon).

### Motorizaciones
En el lanzamiento, el único gasolina es un 1.4 litros con inyección indirecta y turbocompresor de 120 o 150 CV de potencia máxima. En febrero de 2009 se añadió un 1.8 litros de 200 CV. Los tres Diésel son un 1.6 litros de 120 CV, un 2.0 litros de 165 CV y un 1.9 litros de 190 CV; todos ellos poseen e inyección directa con alimentación por common-rail, turbocompresor de geometría variable e intercooler. La caja de cambios puede ser manual o automática robotizada bajo la denominación DFN (Dolce Fare Niente), en todo caso de seis velocidades.
Se comercializa con seis motorizaciones todas ellas dotadas de Turbo. Las versiones gasolina tienen propulsores Turbo con 16v y todos los motores disponen de un filtro antipartículas y cambio de 6 marchas.

#### Gasolina
- 1.4 TurboJet 120 CV; Euro V 156 gCO2/km
- 1.4 TurboJet 150 CV; Euro V 168 gCO2/km
- 1.8 DI TurboJet 200 CV; Euro V
- 1.4 Multiair Start&Stop 140 CV gasolina

#### Diésel
- 1.6 MultiJet 120 CV; Euro V 130 gCO2/km
- 2.0 MultiJet 165 CV; Euro V 139 gCO2/km
- 1.9 TwinTurbo Multijet 190 CV; Euro V 149 gCO2/km

### Tabla resumen de mecánicas
| Mecánica                   | 2008  | 2013 | Familia     | Tecnología      | Combustible    | Cil. | Cubicaje (cc.) | Vál. | Potencia (CV/ rpm) | Par (Nm/ rpm) | Vel. máx. (km/h) | Aceleración 0-100 km/h (s) | Consumo (l/100km) | Emisión CO2 (g/km) | S&S | Transmisión                     | Rel. |
| -------------------------- | ----- | ---- | ----------- | --------------- | -------------- | ---- | -------------- | ---- | ------------------ | ------------- | ---------------- | -------------------------- | ----------------- | ------------------ | --- | ------------------------------- | ---- |
| 1.4 TurboJet               | Debut | 2013 | TurboJet    | Turbo           | Gasolina       | 4L   | 1368           | 16   | 120/ 5000          | 215/ 2500     | 195              | 9,8                        | 6,6               | 156 EURO 5         | No  | Delantera Manual                | 6    |
| 1.4 MultiAir               | 2010  | 2013 | TurboJet    | MultiAir Turbo  | Gasolina       | 4L   | 1368           | 16   | 140/ 5000          | 230/ 1750     | 203              | 9,2                        | 5,7               | 132 EURO 5         | Si  | Delantera Manual                | 6    |
| 1.4 TurboJet               | Debut | 2010 | TurboJet    | Turbo           | Gasolina       | 4L   | 1368           | 16   | 150/ 5500          | 206/ 2250     | 210              | 8,7                        | 7,0               | 165 EURO 4         | No  | Delantera Manual                | 6    |
| 1.8 DI TurboJet Sportronic | 2008  | 2013 | DI TurboJet | Turbo           | Gasolina       | 4L   | 1742           | 16   | 200/ 5000          | 320/ 2000     | 230              | 7,4                        | 7,8               | 185 EURO 5         | No  | Delantera Automática Sportronic | 6    |
| 1.6 JTDm                   | 2011  | 2013 | JTD         | Multijet Turbo  | Gasóleo        | 4L   | 1598           | 16   | 105/ 4000          | 300/ 1500     | 187              | 11,3                       | 4,4               | 120 EURO 5         | No  | Delantera Manual                | 6    |
| 1.6 JTDm                   | Debut | 2013 | JTD         | Multijet Turbo  | Gasóleo        | 4L   | 1598           | 16   | 120/ 4000          | 300/ 1500     | 220              | 194                        | 4,9               | 122 EURO 5         | No  | Delantera Manual                | 6    |
| 1.6 JTDm DFN (Selectronic) | Debut | 2013 | JTD         | Multijet Turbo  | Gasóleo        | 4L   | 1598           | 16   | 120/ 4000          | 350/ 1500     | 194              | 4,4                        | 4,4               | 120 EURO 5         | No  | Delantera Automática DFN        | 6    |
| 1.9 JTDm TwinTurbo         | 2008  | 2013 | JTD         | Multijet Turbo  | Gasóleo        | 4L   | 1910           | 16   | 190/ 4000          | 400/ 2000     | 222              | 5,7                        | 4,4               | 139 EURO 5         | No  | Delantera Manual                | 6    |
| 2.0 JTDm                   | 2008  | 2013 | JTD         | Multijet Turbo  | Gasóleo        | 4L   | 1956           | 16   | 165/ 4000          | 360/ 1750     | 214              | 8,5                        | 5,1               | 136 EURO 5         | No  | Delantera Manual                | 6    |
| 1.4 TurboJet GLP           | 2008  | 2013 | TurboJet    | EasyPower Turbo | GLP o gasolina | 4L   | 1368           | 16   | 120/ 5000          | 206/ 1750     | 195              | 9,8                        | 6,6               | 131 EURO 5         | No  | Delantera Manual                | 6    |

### Delta Premiere Collection
Edición especial y limitada lanzada al mercado coincidiendo con el estreno de la película "Ángeles y Demonios" protagonizada por Tom Hanks. Estuvo disponible con el motor Diésel 1.6 Multijet de 120 caballos (con cambios manual y automático "selectronic") y con el Gasolina 1.8 Di T-Jet de 200 caballos con cambio automático "Sportronic". Incorporaba de serie la tapicería en Alcántara, faros antiniebla, cristales tintados, sistema de manos libres Blue&Me, llantas de aleación de 17" y climatizador automático, entre otros equipamientos.

### Delta S
Poco antes de cesarse su producción, se puso a la venta la edición especial "S by MomoDesign", caracterizada por montar la parrilla de lamas horizontales en negro brillante. Otras distinciones incluían el logo "MomoDesign" en los pilares centrales, la letra S mayúscula en el portón trasero (al lado del nombre del modelo), acabados deportivos y tapicerías exclusivas, así como pintura metalizada especial y colores inéditos para los indicadores del salpicadero. Sólo estuvo disponible en diésel y GLP, equipando los motores Multijet de 120 y 190 cv y el 1.4 TurboJet 140 cv.

### Publicidad
La campaña televisiva internacional de presentación del Delta fue protagonizada por Richard Gere. El eslogan adoptado fue "The power to be diferent" (El poder de la diferencia). El Delta también tendría posteriormente un papel destacado en la película ambientada en Roma: Ángeles y Demonios. Con motivo de la presentación del modelo de gasolina de 200 CV, apareció un nuevo spot publicitario con imágenes de la película y el eslogan "Un angelo, 200 demoni" (Un ángel, 200 demonios). Ha patrocinado el Premio Nobel de la Paz en diferentes ocasiones, convirtiéndose en coche oficial de la cumbre mundial de los Premios Nobel. Varios spots del modelo se han dedicado a Aung San Suu Kyi, figura de la oposición birmana encarcelada durante quince años y Premio Nobel de la Paz en 1991.